# Svenska idrottsgalan 2015
Svenska idrottsgalan 2015 hölls den 19 januari 2015 i Globen.

## Priser
| Pris                        | Nominerade                                                                                         | Pristagare                          |                                     |
| --------------------------- | -------------------------------------------------------------------------------------------------- | ----------------------------------- | ----------------------------------- |
| Årets kvinnliga idrottare   | Tove Alexandersson, orientering och skidorientering Meraf Bahta, friidrott Sarah Sjöström, simning | Charlotte Kalla, längdskidor        |                                     |
| Årets manlige idrottare     | Daniel Richardsson, längdskidor Marcus Hellner, längdskidor Henrik Lundqvist, ishockey             | Zlatan Ibrahimović, fotboll         |                                     |
| Årets lag                   | Herrstafettlaget, längdskidor Herrstafettlaget, orientering Tre Kronor, ishockey                   | Damstafettlaget, längdskidor        |                                     |
| Årets ledare                | Carl Jenner och Andrei Vorontsov, simning Åge Hareide, fotboll Pär Mårts, ishockey                 | Rikard Grip, längdskidor            |                                     |
| Årets nykomling             | Andreas Almgren, friidrott Jonna Sundling, längdskidor Isaac Kiese Thelin, fotboll                 | Sandra Näslund, skicross            |                                     |
| Årets prestation            | Anna Holmlund, skicross Sarah Sjöström, simning Helene Ripa, längdskidor                           | Damstafettlaget, längdskidor        |                                     |
| Jerringpriset               | Pristagare: Sarah Sjöström, simning                                                                | Pristagare: Sarah Sjöström, simning | Pristagare: Sarah Sjöström, simning |
| TV-sportens Sportspegelpris | Pristagare: Kiruna IF, ishockey                                                                    | Pristagare: Kiruna IF, ishockey     | Pristagare: Kiruna IF, ishockey     |